# Garatge Hispano Igualadina (Guissona)
El Garatge Hispano Igualadina és una obra de Guissona (Segarra) inclosa a l'Inventari del Patrimoni Arquitectònic de Catalunya.

## Descripció
Edifici de planta rectangular que funciona com a garatge amb unes golfes habilitades.
La façana principal presenta dos pisos i combina diferents tipus de materials: la pedra al sòcol, l'arrebossat en la façana i el maó en els arcs de les obertures.
A la planta baixa una porta de garatge amb arc escarser al centre, una porta més petita en un lateral i una finestra rectangular a l'altre. Les tres obertures estan envoltades amb una arcada de maons que funciona com a element decoratiu. Una placa rovellada ens indica que estem al " GARAGE AUTOBUSES LA HISPANO IGUALADINA S.A. ".
Damunt de la porta central un gran finestral estret i allargat i un frontó triangular amb els vèrtex arredonits. Una gran motllura ressalta el perímetre d'aquest frontó.